# Никитченко, Никита Васильевич
Ники́та Васи́льевич Ники́тченко (1903—1944) — красноармеец Рабоче-крестьянской Красной Армии, участник Великой Отечественной войны, Герой Советского Союза (1945).

## Биография
Никита Никитченко родился в 1903 году в деревне Новобелая (ныне — Кантемировский район Воронежской области). В марте 1942 года Никитченко был призван на службу в Рабоче-крестьянскую Красную Армию. С мая 1944 года — на фронтах Великой Отечественной войны, был сапёром 42-го отдельного штурмового инженерно-сапёрного батальона 9-й штурмовой инженерно-сапёрной бригады 3-го Прибалтийского фронта. Отличился во время освобождения Псковской области.
24 июня 1944 года Никитченко участвовал в отражении немецкой танковой контратаки в районе деревни Погостище Псковского района. В критический момент боя он бросился с двумя гранатами под вражеский танк, ценой своей жизни уничтожив его. Похоронен в деревне Мурашино Псковского района Псковской области.
Указом Президиума Верховного Совета СССР от 24 марта 1945 года красноармеец Никита Никитченко посмертно был удостоен высокого звания Героя Советского Союза. Также посмертно был награждён орденом Ленина.